# Nicolas Gogol
Pour les articles homonymes, voir Gogol.
Œuvres principales
- Nouvelles de Pétersbourg (Le Nez, Le Journal d'un fou...)
- Les Âmes mortes
- Tarass Boulba
- Le Revizor

Nicolas Vassiliévitch Gogol est un romancier, nouvelliste, dramaturge, poète et critique littéraire russe d'origine ukrainienne issu de l'ancienne famille cosaque ukrainienne des Gogol-Ianovski né le 20 mars 1809 (1er avril 1809 dans le calendrier grégorien) au domaine de Vassilievka, près de Sorotchintsy dans le gouvernement de Poltava (Empire russe, aujourd'hui en Ukraine) et mort le 21 février 1852 (4 mars 1852 dans le calendrier grégorien) à Moscou. Il est considéré comme l'un des écrivains classiques de la littérature russe et l'un des principaux représentants de son « école ukrainienne ». Outre sa contribution à la littérature russe, Gogol a également exercé une influence sur la littérature ukrainienne et la culture ukrainienne en général, s'étant notamment consacré à la collecte du folklore ukrainien.

## Biographie
Nicolas Vassiliévitch Gogol  (en russe : Николай Васильевич Гоголь, Nikolaï Vassilievitch Gogol ; en ukrainien : Микола Васильович Гоголь, Mykola Vassyliovytch Hohol) est un romancier, nouvelliste, dramaturge, poète et critique littéraire russe d'origine ukrainienne,,, issu de l'ancienne famille cosaque ukrainienne des Gogol-Ianovski.
Né le 20 mars 1809 (1er avril 1809 dans le calendrier grégorien) au domaine de Vassilievka, près de Sorotchintsy dans le gouvernement de Poltava (Empire russe, aujourd'hui en Ukraine), il est mort le 21 février 1852 (4 mars 1852 dans le calendrier grégorien) à Moscou.
Il est considéré comme l'un des écrivains classiques de la littérature russe, et l'un des principaux représentants de son « école ukrainienne »,. Outre sa contribution à la littérature russe, Gogol a également exercé une influence sur la littérature ukrainienne et la culture ukrainienne en général, s'étant notamment consacré à la collecte du folklore ukrainien,,.

### Généalogie des Yanovsky (ou Ianovski)
- Jacob Gogol

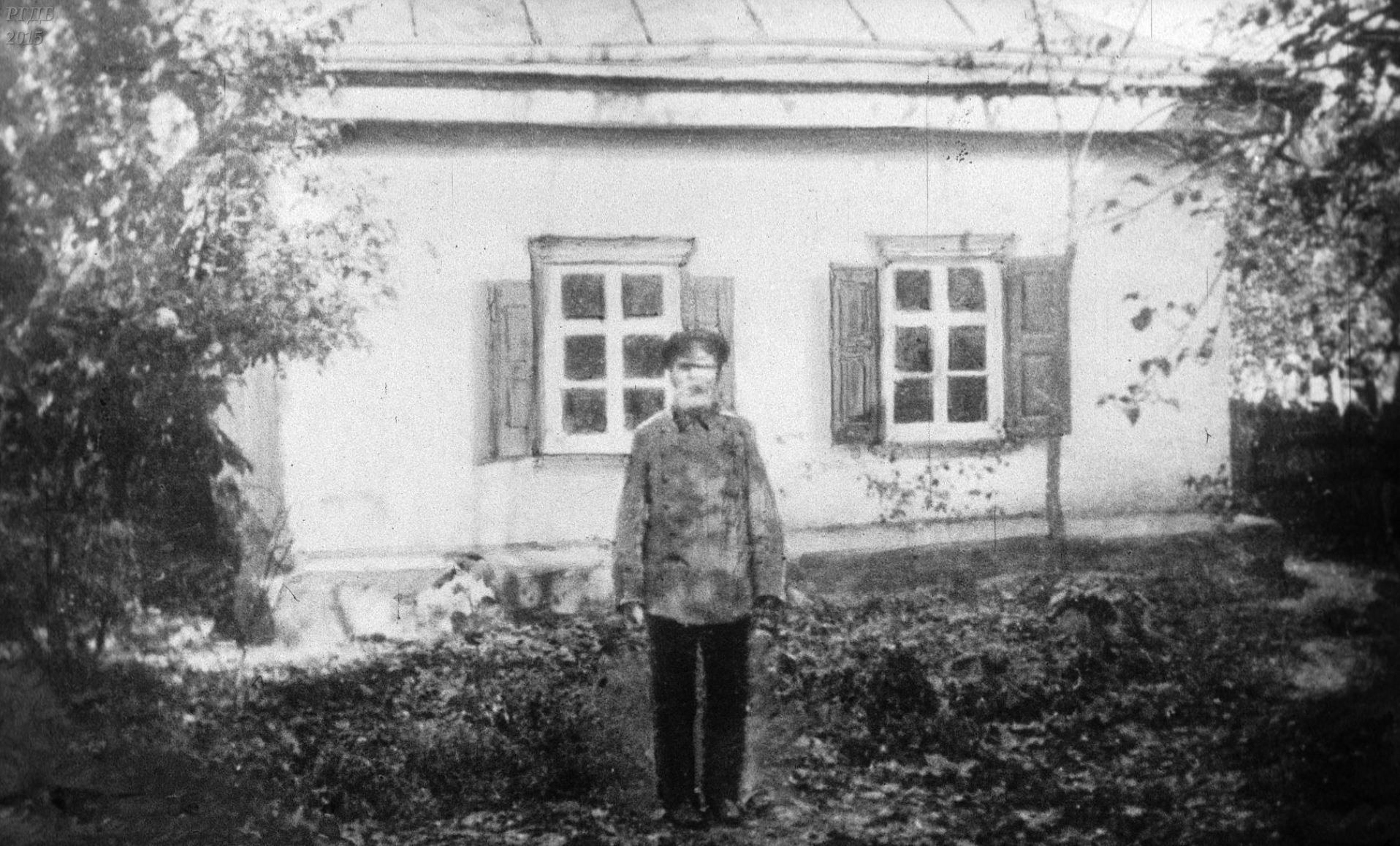
Maison natale de Gogol à Sorotchintsy, photographiée en 1902.

  - Jan (Ivan) Yakovych (père Ioann), (vers 1670 - après 1723)
    - Demyan Ivanovitch (Père Damian)
      - Opanas Démianovitch (1738-1805)
        - Vasyl Opanasovitch (1777-1825)
          - Mykola Vassiliovitch (1809-1852)

      - Kyrylo Demianovitch (?-1797)
        - Mercure Kyrylovych
          - Stepan Mercuriyovych

        - Sava Kyrylovitch
          - Volodymyr Savytch

  - Fiodor Yakovitch
    - Petro Fedorovych
      - Ivan Petrovitch (vers 1740-?)
        - Mykola Ivanovitch (1781-?)
        - Vassyl Ivanovitch

La culture linguistique et musicale de la terre natale a trouvé son expression dans la pratique éducative de la grand-mère de Tatiana Semenivna, la mère de sa mère. Dès l'enfance, elle a inculqué au jeune Mykola l'amour du langage et le sens des mots. Par la suite, il s'est intéressé à la collecte de chansons folkloriques ukrainiennes, de proverbes et de dictons et a préparé du matériel pour un dictionnaire ukrainien-russe. Plus tard, il écrivit ceci à propos de la chanson ukrainienne :
Si notre région ne disposait pas d'un tel trésor de chants, je ne comprendrais jamais son histoire, car je ne comprendrais pas le passé... Ma joie, ma vie ! Comment je t'aime! Que sont toutes les annales froides dans lesquelles je fouille maintenant, avant ces annales sonores et vivantes ! Comme ils m'aident dans l'histoire des chansons ! C'est une histoire populaire, vivante, lumineuse, colorée, vraie, qui révèle toute la vie du peuple.
Tout au long de sa vie, Mykola Gogol a admiré, s'est intéressé et a enregistré des chansons folkloriques ukrainiennes. La chanson préférée de Mykola Gogol était la chanson Oh, sous le cerisier.

### Jeunesse
Il est né en 1809 au domaine de Vassilievka, près de Sorotchintsy, village du gouvernement de Poltava, au cœur de l'actuelle Ukraine. Il est l'aîné de douze enfants. Selon la tradition familiale, il est issu d'une ancienne famille cosaque ukrainienne et serait le descendant du hetman Ostap Gogol. Son père, Vassili Afanassiévitch, mort en 1825 alors que Nicolas n'a que 16 ans, écrit de petites pièces de théâtre et développe le goût de son fils pour la littérature. Vassili adore les oiseaux. Sa mère lui donne une éducation religieuse traditionnelle dans le christianisme orthodoxe, qui au fil des ans évoluera vers un mysticisme maladif (angoisse du mal et du Jugement dernier).

Même dans ses années d'étudiant, Gogol était préoccupé par les problèmes sociaux et s'est lancé dans de telles activités « afin d'être vraiment utile à l'humanité » :
Je brûlais d'un désir inextinguible de rendre ma vie nécessaire au bien de l'État, j'aspirais à apporter au moins le moindre bénéfice. L'idée que je n'en serais pas capable, que mon chemin serait interrompu, me causant une profonde tristesse, me troublait. J'ai juré de ne pas perdre une seule minute de ma courte vie sans faire le bien.

### Saint-Pétersbourg
Après de médiocres études au gymnasium de Nijyn, Gogol quitte sa mère et ses deux sœurs, et monte à Saint-Pétersbourg en 1828, mu par l'ambition de faire une grande carrière dans l'administration. Il prétend que la première chose qu'il fit, une fois arrivé dans la capitale de l'Empire russe, fut de courir chez Alexandre Pouchkine qui, mal remis d'une nuit de fête, ne put malheureusement le recevoir. Mais ce qui l'attend d'abord à Pétersbourg, c'est un modeste emploi dans un ministère.

### Premières œuvres
En 1829, Gogol fait ses premiers pas littéraires en publiant, sous le pseudonyme de V. Alov et à compte d'auteur, le médiocre poème romantique Hanz Küchelgarten. Éreinté par la critique, il retire les exemplaires des librairies pour les brûler. Lorsque le succès lui sourira, Gogol ne parlera à personne de cette déconvenue littéraire.
Après cet échec, il s'échappe une première fois de Russie et passe deux mois dans le nord de l'Allemagne, sous de fausses identités.
De retour à Pétersbourg, désargenté, il ne lui reste plus qu'à s'engager à nouveau dans l'administration pour un salaire de misère. Il poursuit également ses écrits, regrettant le soleil d'Ukraine. C'est ainsi que l'année suivante paraît dans Les Annales de la Patrie sa première nouvelle, inspirée par le folklore ukrainien, La Nuit de la Saint-Jean.

### Des contes ukrainiens aux nouvelles pétersbourgeoises

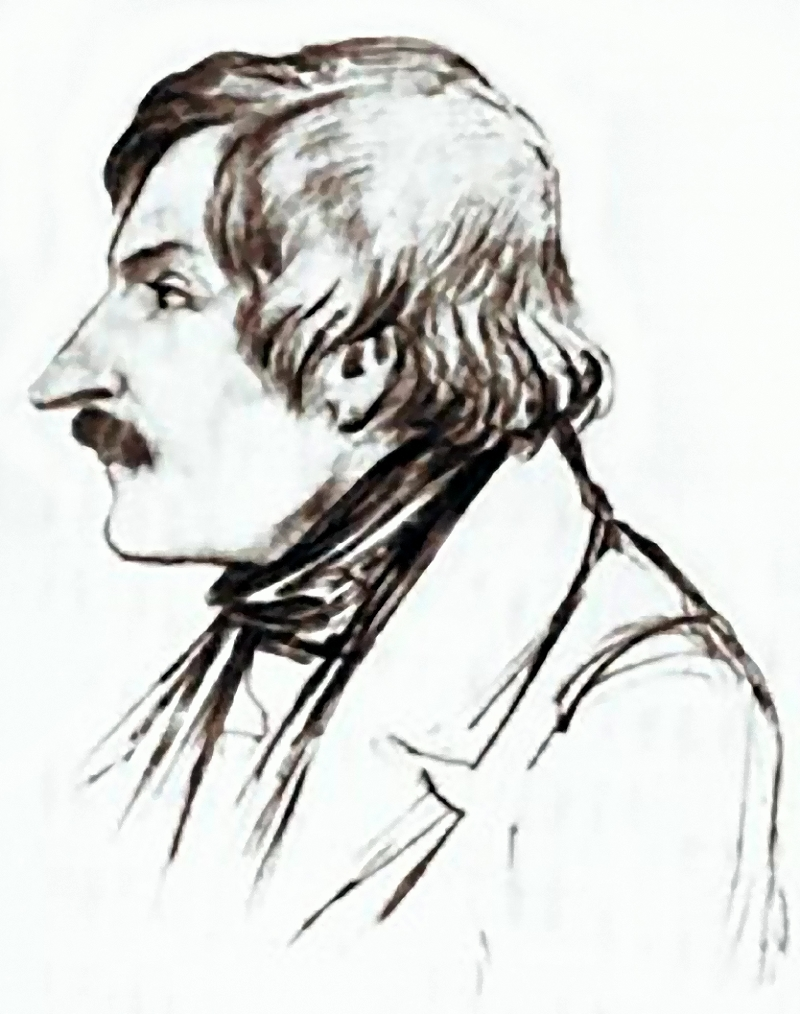
Nicolas Gogol. Portrait au crayon par Alexandre Dmitriev-Mamonov

En 1831, Gogol quitte l'administration et devient professeur à l'Institut patriotique pour filles d'officiers nobles. Il est introduit dans les milieux littéraires et présenté à Alexandre Pouchkine qui l'encourage à écrire. Peu après, paraît son premier livre, les Soirées du hameau. Ce recueil de nouvelles grotesques, drolatiques et fantastiques, inspirées de la vie des paysans ukrainiens, lui assure la célébrité. Il comprend La Foire de Sorotchintsy, La Nuit de Saint-Jean, Une nuit de Mai et La Dépêche disparue. L'accueil de la critique est excellent. Le second tome des Soirées du hameau est publié en 1832. Il comprend La Nuit de Noël, Une terrible vengeance, Ivan Fiodorovitch Chponka et sa tante, Le Terrain ensorcelé. C'est un nouveau succès.
En 1833, Gogol traverse une profonde crise morale. Gogol, croyant orthodoxe, pense que chaque homme, qui est envoyé sur terre par Dieu, a une mission à accomplir. Il estime cependant ne pas encore avoir perçu le but de sa mission. C'est pourquoi, toujours à la recherche de sa « mission », il se découvre une vocation d'historien. Nommé professeur adjoint d'histoire à l'université de Saint-Pétersbourg en juillet 1834, ses premiers cours (auxquels assistera Ivan Tourgueniev) entraînent l'enthousiasme des étudiants. Son intérêt pour l'histoire comme sa popularité en tant que professeur s'éteignent cependant rapidement.
Les années 1834 à 1836 sont prolifiques du point de vue littéraire. Gogol publie, en 1835, le recueil Arabesques qui contient des notices historiques, des critiques littéraires et artistiques, mais surtout plusieurs nouvelles, comme La Perspective Nevski, Le Portrait et Le Journal d'un fou. Suit, la même année, le recueil Mirgorod où l'on retrouve entre autres le conte fantastique Vij, La Brouille des deux Ivan et une première version de Tarass Boulba. À la même époque, Gogol achève Le Nez, nouvelle refusée comme « sale et triviale » par L'Observateur moscovite, et qui ne sera dès lors publiée qu'en octobre 1836 par la revue littéraire Le Contemporain, accompagnée d'une présentation d'Alexandre Pouchkine. Simultanément, il entame plusieurs œuvres théâtrales, comme Le Mariage ou Les Joueurs.

### La reconnaissance:Le Revizor
En 1836, la pièce de théâtre Le Revizor (dont le sujet lui a été fourni par Pouchkine, étant donné que ce dernier estime ne pas avoir le talent humoristique nécessaire à l'écriture d'une telle pièce), applaudie par les libéraux, attaquée par les réactionnaires, connaît un succès de scandale à Saint-Pétersbourg. Une remarque attribuée à l'empereur Nicolas Ier calmera les esprits : « Tout le monde en a pris pour son grade, moi en premier ». Gogol se sent incompris. Il est tout autant irrité par ceux qui le soutiennent que par ceux qui le critiquent : tous détournent sa pensée profonde en voyant Le Revizor comme une satire politique alors qu'il a voulu une farce dénonçant la mesquinerie provinciale. En plein désarroi, il fuit la Russie.

### Un exil volontaire de douze ans
En mai/juin 1836, Gogol entame une longue période de pérégrinations à travers l'Europe de l'Ouest. Durant les douze années suivantes, il ne reviendra plus qu’épisodiquement en Russie, qui restera cependant l'unique décor de son œuvre.
Gogol entame son voyage en Allemagne où il séjourne notamment pendant trois semaines à Baden-Baden où vivent également des Russes. De là, il gagne la Suisse en passant par Bâle, Berne et Lausanne, qui le laisse assez indifférent[réf. nécessaire]. En revanche la découverte des Alpes l'impressionne tout particulièrement. Profitant d'un séjour à Genève, il voulut escalader le mont Blanc. Accompagné d'un guide, mais habillé de vêtement de ville, il rebrousse chemin dès les premières neiges aux pentes inférieures, ce qui ne l'empêche pas, dans ses lettres envoyées à sa mère, d'exagérer sur ses prouesses dans les Alpes. À Genève, il vit dans une pension de famille, lisant mais n'écrivant pas, sauf des lettres. Il se rend également en pèlerinage en France pendant une journée au château de Voltaire à Ferney-Voltaire. Le 27 septembre, il écrit à son ami Prokopovitch, le littérateur qui publia ses œuvres, où il lui confie : « Que te dire de la Suisse ? De beaux paysages et encore de beaux paysages. J'en suis rassasié et s'il m'était donné de voir un de nos paysages russes, misérable et plat, avec sa chaumière de bois et sous un ciel gris, je l'admirerais sans doute comme une nouveauté ». Puis en octobre, il va à Vevey où il loue une chambre sans chauffage dans une pension que fréquentent parfois des russes. Dans cette ville, il reprend la composition des Âmes mortes, remaniant le début et ordonnant le plan de l'ouvrage. À Joukovski il lui écrit : « La Suisse m'est devenue plus aimable ». Néanmoins, jour après jour, il se rend au débarcadère attendre le vapeur de 15 h, espérant en voir sortir des compatriotes. Finalement, malgré la beauté du panorama, le froid qui affecte sa santé, l'ennui et la nourriture trop copieuse, le chasseront vers Paris,, où il réside de novembre 1836 à mars 1837. C'est là qu'il apprend la mort de Pouchkine, tué en duel à Saint-Pétersbourg, nouvelle qui le trouble profondément.
De là, Gogol se rend en Italie, le pays d'Europe qu’il préfère[réf. nécessaire], et s’installe à Rome. C’est dans cette ville qu’il passera la majeure partie de son temps jusqu’en 1842. Il y fréquente la diaspora russe, des artistes, et se laisse même un temps séduire par le catholicisme, sans s'y convertir. Il développe surtout une tendre amitié pour Joseph Vielgorski (ru), un jeune tuberculeux qui mourra en mai 1839.
Suit une nouvelle période de déplacements incessants, en France et en Allemagne, puis en Russie, de septembre 1839 à mai 1840, d’où il repart pour Rome, en passant par Vienne, Venise et Florence. Gogol restera en Italie jusqu'en août 1841, avant de repartir pour la Russie, en vue d'y faire publier son premier roman.

### Les Âmes mortes
En quittant la Russie en 1836, Gogol emportait dans son maigre bagage, outre quelques habits, le manuscrit des Âmes mortes. Il en avait entamé l'écriture en 1835, sur une idée donnée par Pouchkine. Pour lui, il ne s'agissait alors que d'une farce, dans la lignée de ses premiers écrits. Mais dans sa foi de plus en plus exaltée en sa « mission », il l'envisage bientôt comme son chef-d'œuvre, surtout après la mort de Pouchkine.
Après cinq années de travail, principalement à Rome, Gogol termine l'ouvrage. Il essaie de le faire publier en 1841, mais il est interdit par le comité de censure de Moscou. Ce n'est qu'après de nombreuses manœuvres que l'œuvre est autorisée par la censure de Pétersbourg et qu'elle peut paraître, en 1842. Aventures amusantes d'un petit escroc, satire de la médiocrité humaine, ce roman est aussi une critique impitoyable (et involontaire) de la Russie tsariste. Le succès et le scandale sont à nouveau au rendez-vous. Gogol, lui, a déjà fui la Russie.

### Retour en Europe de l'Ouest
La publication de son roman autorisée, en avril 1842, Gogol repart pour l'Europe de l'Ouest où il passera les cinq années suivantes.
Pris de « bougeotte », d'un besoin compulsif de se déplacer, Gogol se consacre au tourisme avant que ses problèmes de santé (principalement psychologiques selon toute vraisemblance) ne l'obligent à passer une partie croissante de son temps dans les villes d'eau. L'écrivain impécunieux profite autant que possible de l'hospitalité de ses admirateurs fortunés.
Revenu à Rome en 1842, il se rend ainsi en Allemagne, puis à Nice (chez la comtesse Vielgorski et madame Smirnov) en 1843. En 1844, il réside quelques mois à Francfort (chez Vassili Joukovski) et se rend en Belgique, notamment à Ostende. En 1845, il séjourne à Paris (chez le comte Alexandre Tolstoï), se rend à Francfort, puis retourne à Rome. Il passe encore la majorité de son temps entre l'Allemagne et l'Italie en 1846 et 1847. Quant à son prétendu séjour en Espagne, il semble que cela soit l'un de ses nombreux mensonges.

Séjours de Gogol
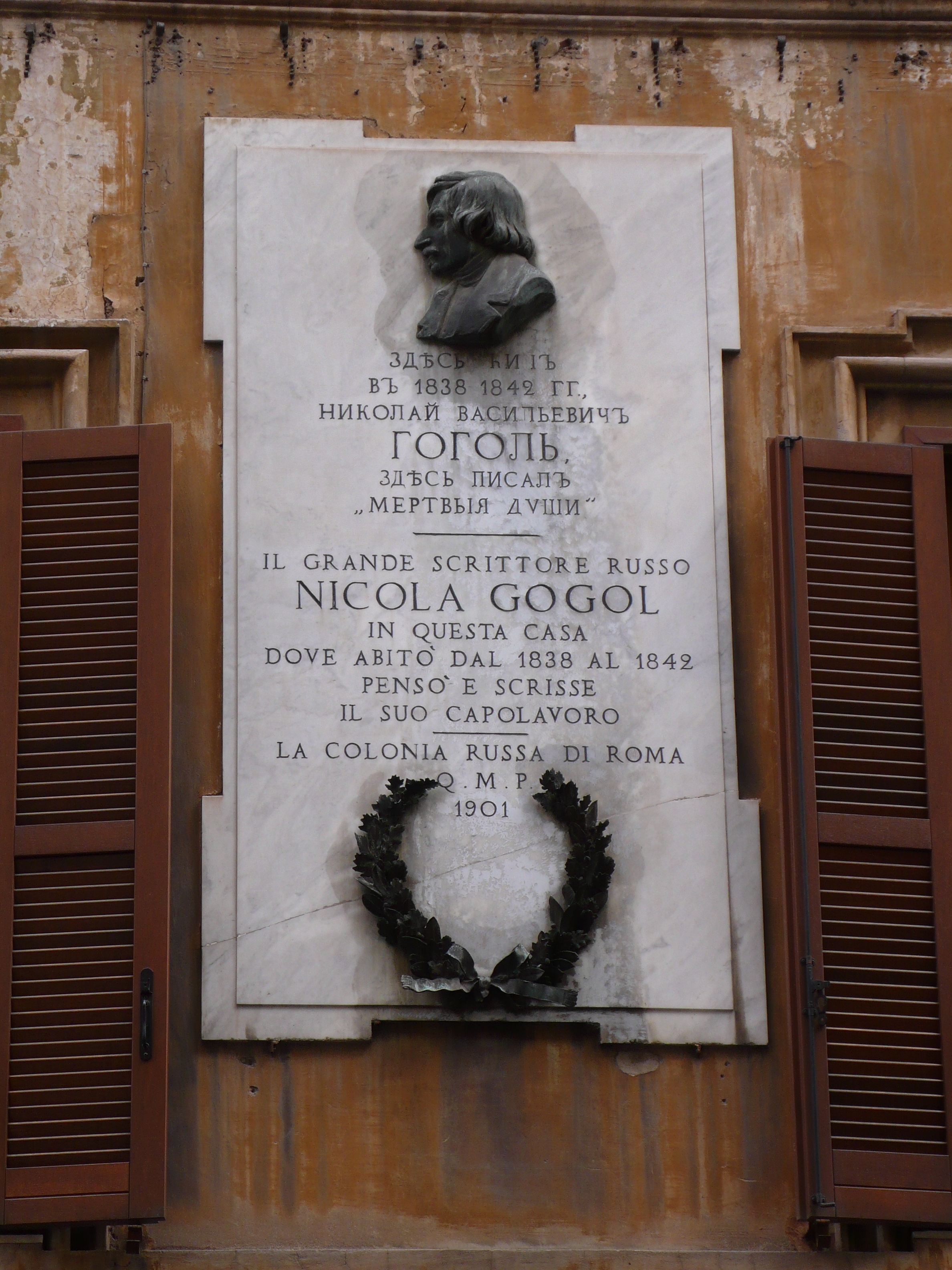
Plaque commémorative sur la maison de Gogol à Rome.
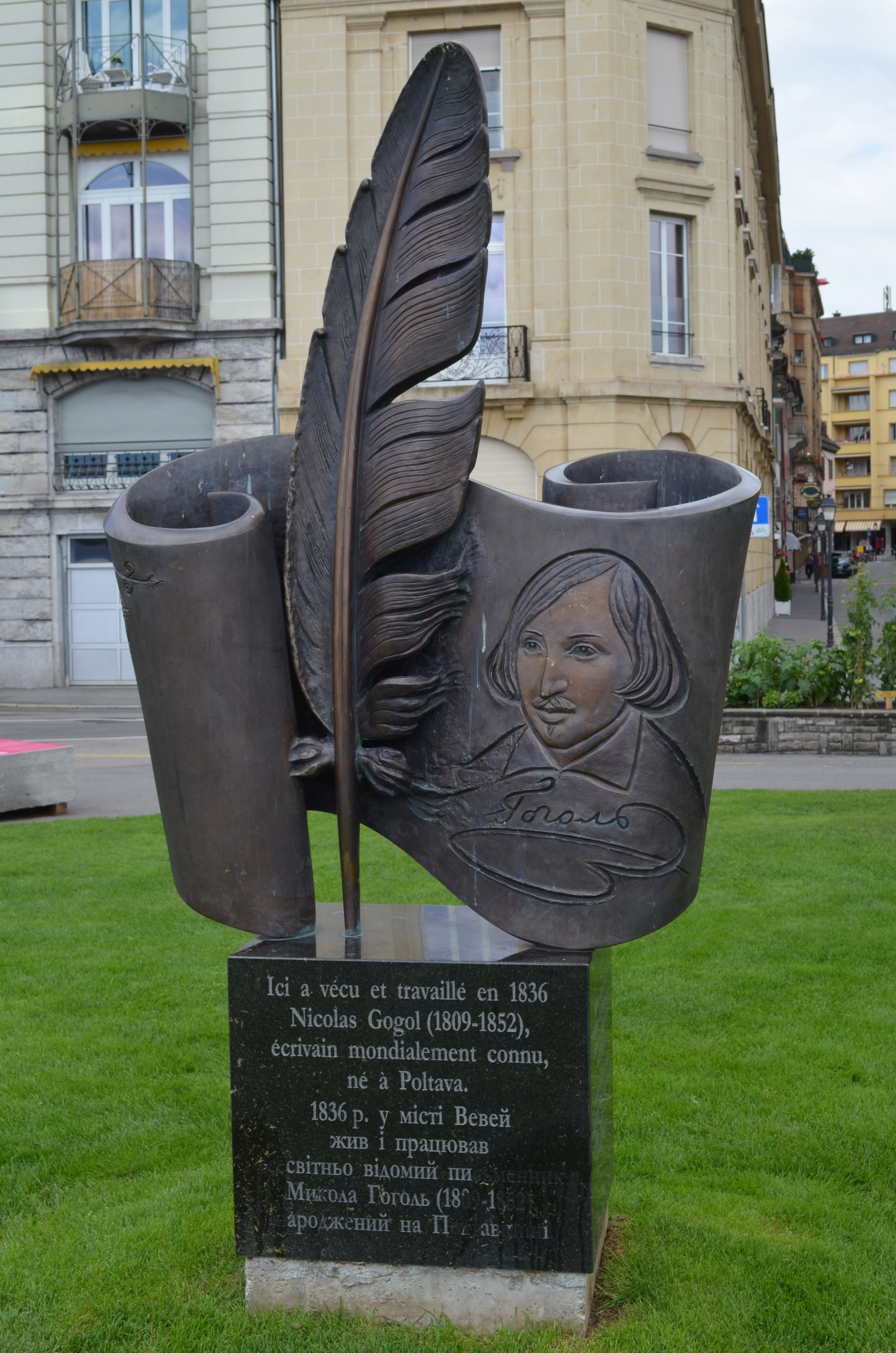
Monument de Gogol à Vevey.

### Œuvrescomplètes
Le projet littéraire qui occupe Gogol en 1842 est la publication de ses Œuvres complètes. Celles-ci paraissent en 1843. S'y trouvent les romans, nouvelles et pièces de théâtre susmentionnés, parfois profondément remaniés (il existe ainsi une version du Revizor de 1836 et une seconde de 1842). La principale nouveauté est sans aucun doute Le Manteau, une nouvelle fantastique inspirée à Gogol par sa triste carrière administrative et dont le héros, Akaki Akakiévitch, est devenu l'archétype du petit fonctionnaire russe. C'est le dernier chef-d'œuvre de l'écrivain.

### Dépression et mysticisme
À partir de 1842, Gogol entame une véritable dérive mystique. Il se persuade ainsi que sa mission est de sauver moralement la Russie, en la guidant vers le paradis. Ce cheminement vers le bien, Gogol entend le décrire dans deux nouveaux tomes des Âmes mortes. Il voit désormais cette œuvre comme une Divine Comédie russe. La première partie du roman était en fait une représentation de l'enfer sur terre. La seconde et la troisième partie des Âmes mortes décriront la graduelle rédemption des héros, leur passage au purgatoire, puis au paradis. Mais, pour cette œuvre, Gogol estime qu'il doit lui-même se perfectionner moralement. L'écrivain s'absorbe dès lors dans la lecture des livres saints, telle que L'Imitation de Jésus-Christ ou le Ménologe. Mais ni son perfectionnement, ni l'écriture n'avancent comme il le voudrait. Rongé par le doute, déprimé, toujours plus hypocondriaque, il brûle à plusieurs reprises la suite des Âmes mortes.
Il s'oriente simultanément vers un conservatisme politique extrême (défense de l'autocratie et de l'orthodoxie). C'est ainsi que sa dernière œuvre, les Passages choisis d'une correspondance avec des amis, cause un véritable scandale lors de sa parution en 1846. Il s'agit d'un ouvrage réactionnaire, où Gogol dévoile une vision si obscurantiste du monde qu'elle en est comique.
Après que la psychose eut mis fin à ses écrits, Gogol a une révélation suggérant qu'il ferait bien de visiter Jérusalem et d'y réciter des prières spéciales afin de se remettre de sa maladie et de pouvoir recommencer à écrire. En janvier 1848, il quitte l'Europe pour l'Orient ; il se rend en Palestine et visite les lieux saints, sans y trouver de remède à sa dépression (syndrome de Jérusalem).
En mai 1848, il rentre définitivement en Russie, où il partage son temps entre Moscou et le sud de l'Empire, Odessa notamment. Il y est libéré de tout souci matériel, trouvant refuge chez ses riches admirateurs, mais se sent toujours plus malade et désemparé. En ultime recours, Gogol cherche l'assistance de moines fanatiques (tels que le père Matthieu) ou, même, de « fols en Christ ». Il visite le monastère d'Optina.
En septembre 1851, il lit un écrit politique d'Alexandre Herzen, Sur le développement des idées révolutionnaires en Russie, dans lequel il est qualifié de pamphlétaire qui a trahi sa propre œuvre. Le 20 octobre 1851, il est visité par Ivan Tourgueniev qui le trouve affecté de cette critique.

### Mort

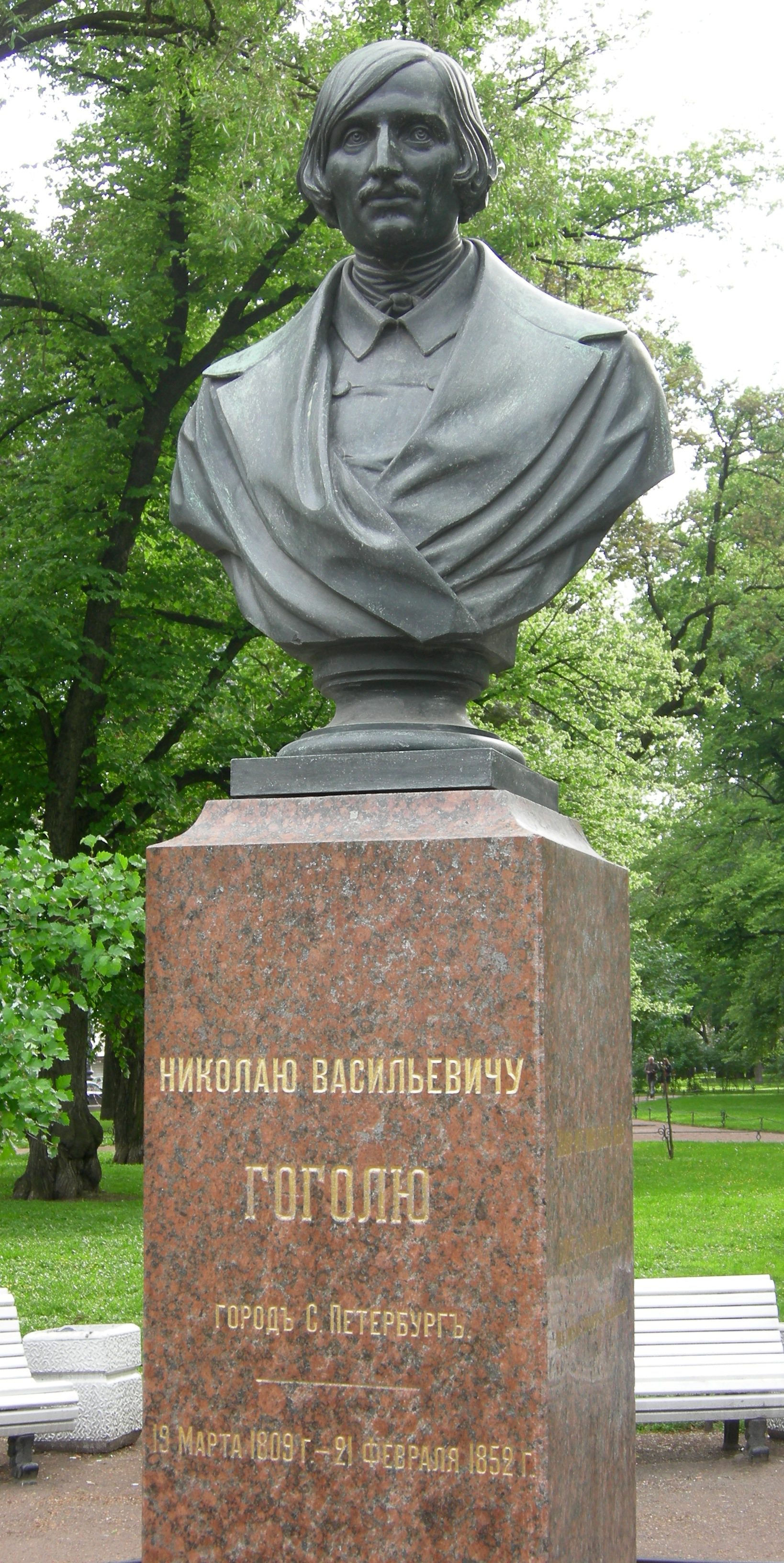
Buste de Gogol à Saint-Pétersbourg.

Dans la nuit du 11 au 12 février 1852, Gogol brûle une dernière fois le manuscrit de la deuxième partie des Âmes mortes, dans son appartement du boulevard Nikitsky à Moscou. Au matin, il accuse le diable de l'avoir trompé. Il se laisse ensuite mourir, refusant nourriture et soins. Finalement livré aux mains de médecins, ceux-ci lui infligent des traitements d'une violence inouïe (bains froids, saignées, cataplasmes et sangsues). Gogol meurt le 21 février 1852 (4 mars dans le calendrier grégorien).
D'abord enterré au monastère Saint-Daniel, sa dépouille est transférée en 1931 au cimetière de Novodevitchi de Moscou.

### Gogol, écrivain russe ou ukrainien
Gogol est revendiqué comme grand écrivain à la fois par la Russie et par l'Ukraine, chacune ayant de bonnes raisons de le réclamer,. Ukrainien de naissance, descendant d'un colonel de l'Hetmanat cosaque, il a publié toute son œuvre en russe. Comme beaucoup de fils de la petite noblesse ukrainienne, il cherche d'abord à s'élever dans la hiérarchie administrative ou militaire qui lui confère la noblesse russe. Dans sa correspondance privée, il revendique pourtant ses racines ukrainiennes et ironise sur certains compatriotes qui veulent se faire passer pour Russes en remplaçant par un v le o final de leur nom. Ses premiers écrits, les contes publiés en 1831 dans les Soirées du hameau, sont nourris du riche folklore ukrainien en même temps que d'une gaieté paysanne et d'une joie de vivre qui lui permettent d'échapper à la grisaille de Saint-Pétersbourg. La thématique ukrainienne est alors appréciée des élites russes, à commencer par Pouchkine qui voit dans le jeune Gogol un auteur des plus prometteurs. Le romantisme européen redécouvre les traditions populaires et les slavophiles voient volontiers dans l'Ukraine une culture slave plus ancienne, authentique et païenne que celle de la Russie. Gogol puise son inspiration dans des auteurs fantastiques occidentaux comme l'Allemand Ludwig Tieck mais aussi dans les genres ukrainiens de la comédie populaire (vertep) et du théâtre de marionnettes.
Parmi ses lecteurs, les « russophiles » lui reprochent d'introduire dans ses contes de nombreuses tournures et formules de la langue ukrainienne : à plusieurs reprises, il écrit à sa mère et à ses amis pour leur demander du vocabulaire, des proverbes, chansons et contes ukrainiens. Les « ukrainophiles » lui reprochent de ne pas écrire toute son œuvre en ukrainien et pointent ses erreurs sur le folklore, par exemple sa méconnaissance du rituel de demande en mariage ou son usage dans les dialogues de formules empruntées aux chansons mais qui ne sont pas employées dans la conversation courante.
Contrairement à son contemporain Taras Chevtchenko, qui lui témoigne d'ailleurs beaucoup d'estime, Gogol ne souhaite pas s'enfermer dans le cercle étroit des publications ukrainiennes ni passer pour un auteur folkloriste : seule une diffusion en russe peut lui donner le large écho dont il rêve. Ses sentiments nationaux sont nuancés : dans Tarass Boulba, publié en 1835 et remanié en 1839, et plus tard dans les écrits de la fin de sa vie, il affiche un patriotisme russe conforme à l'historiographie officielle ; en même temps, il est nostalgique de l'indépendance ukrainienne, apprécie beaucoup l'Istoria Roussov, un recueil apocryphe de textes du temps de l'Hetmanat dénonçant l'oppression russe. Il songe à écrire un drame sur l'histoire des Zaporogues, La Moustache rasée, qu'il brûlera par dépit après une lecture publique sans succès. Dans les Réflexions de Mazepa, inédites de son vivant, il donne la parole au chef cosaque du XVIIIe siècle, vilipendé comme un traître par l'histoire officielle russe mais qui apparaît chez lui comme un chef réfléchi et soucieux de l'avenir de son peuple. Si profond que soit son attachement à son Ukraine natale, il ne croit pourtant pas à un avenir de l'Ukraine hors de l'Empire russe. L'historien ukrainien Mykhaïlo Hrouchevsky écrit en 1909 : « Gogol a grandi sur les ruines de l’Hetmanat, sans s’apercevoir que la disparition de l’État cosaque ne signifiait pas la mort de l’Ukraine ».

Images des récits ukrainiens de Gogol
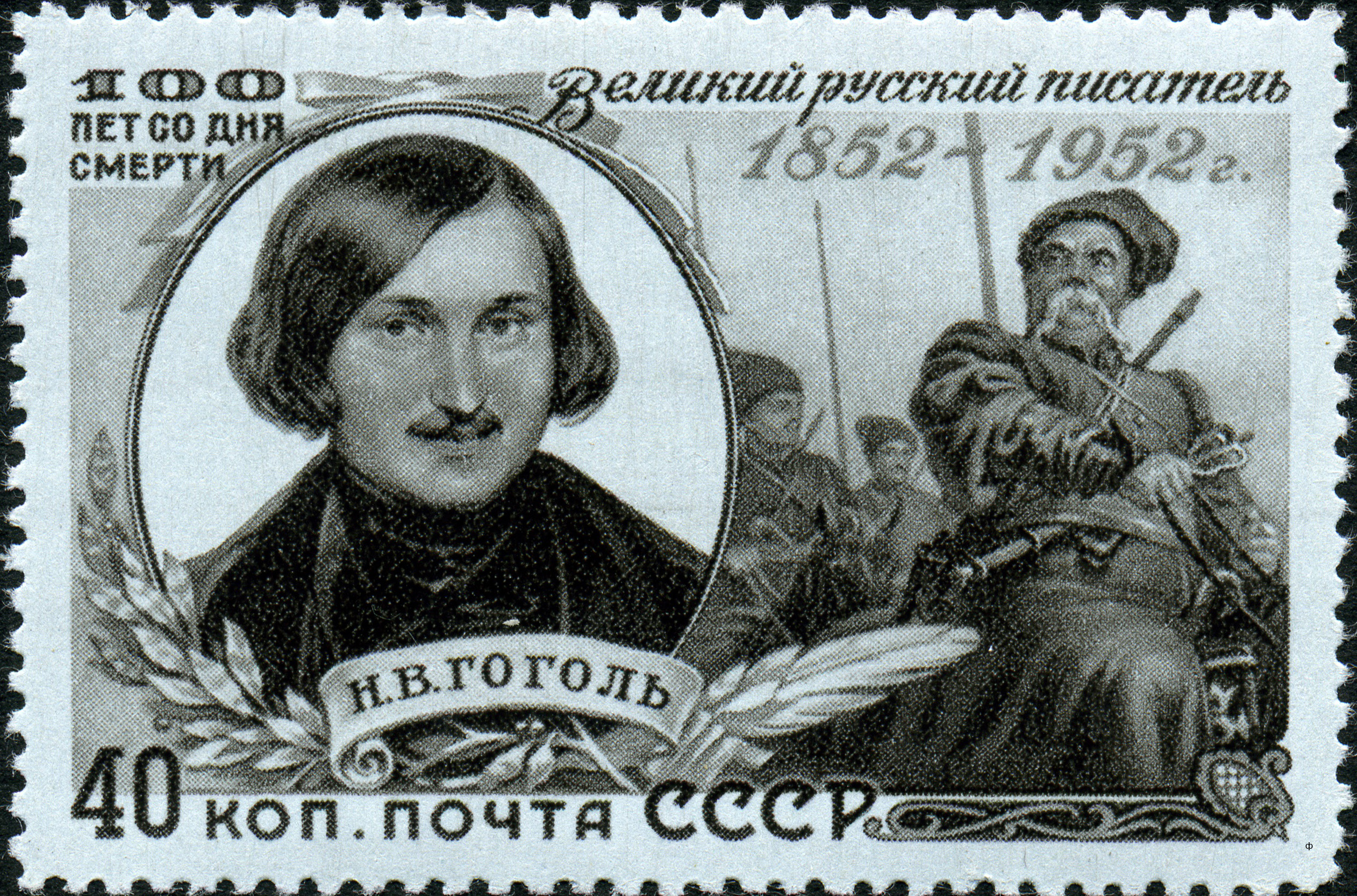
Portrait de Gogol et image de la révolte cosaque de Tarass Boulba, timbre-poste soviétique de 1952.
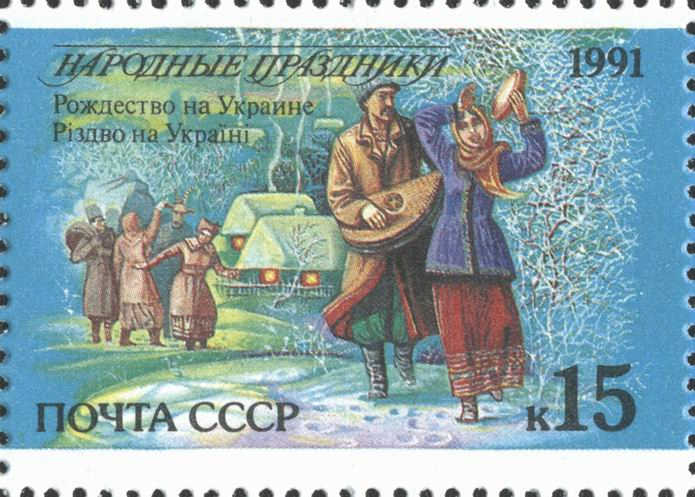
Danse paysanne inspirée du conte La Nuit de Noël dans Les Soirées du hameau, timbre-poste soviétique de 1991.

### Influence
Gogol a eu une grande influence dans la littérature russe de la seconde moitié du XIXe siècle, par exemple sur Fiodor Dostoïevski. Selon le Roman russe (1886) d'Eugène-Melchior de Vogüé, Dostoïevski aurait dit : « Nous sommes tous sortis du Manteau de Gogol,. » Son aura s'est sans doute encore accrue au XXe siècle. Mikhaïl Boulgakov s'en inspira pour son chef-d'œuvre, Le Maître et Marguerite.

## Œuvres

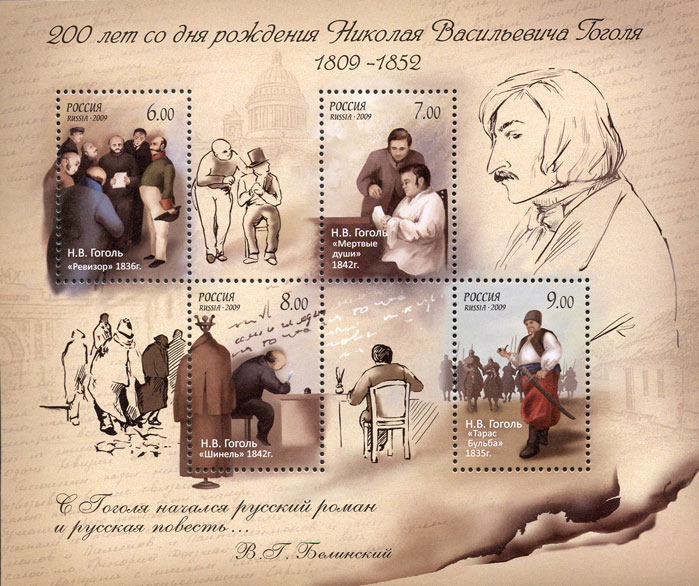
Œuvres de Gogol : Le Revizor, Les Âmes mortes, Le Manteau, Tarass Boulba. Timbres-postes russes de 2009.

### Poésie
- Hanz Küchelgarten (1829, idylle romantique)

### Nouvelles
- Les Soirées du hameau (connu aussi sous le titre des Veillées du village de Dikanka ou Veillées d'Ukraine) (1831-1832) :
  - La Foire de Sorotchintsy
  - La Nuit de la Saint-Jean
  - Une nuit de mai ou la noyée
  - La dépêche disparue
  - La Nuit de Noël
  - Une terrible vengeance
  - Ivan Fiodorovitch Chponka et sa tante
  - Le terrain ensorcelé
- Mirgorod (nouvelles servant de suite aux Soirées du hameau)
  - Un ménage d’autrefois
  - Tarass Boulba
  - Vij
  - La Brouille des deux Ivan (1835)
- Le Portrait (1842), deuxième rédaction
- Le Manteau (1843)
- Nouvelles de Pétersbourg

1. Arabesques : La Perspective Nevski, Le Journal d'un fou, Le Nez - La Calèche, Le Manteau
2. L'Apport de Rome : Le Portrait (première version), Rome, Les Nuits de la villa (1835-1836)

### Romans
- Tarass Boulba (1835 ; 1839 - version définitive et augmentée)
- Les Âmes mortes, première partie (1842)
- Les Âmes mortes, deuxième partie (inachevée ; édition posthume)

### Théâtre
- La Matinée d'un homme d'action
- Le Procès
- L'Antichambre
- Les Joueurs (1836)
- Les Épousailles (1835, autres traductions : Le Mariage et Hyménée)
- Le Revizor (1836)

### Correspondance
- Passages choisis d'une correspondance avec des amis (1846)
- Lettres de Gogol présentées par V. Chenrok (1901)

## Adaptations cinématographiques
- 1909 : Vij (Вий), film russe de Vassili Gontcharov
- 1909 : Tarass Boulba (Тарас Бульба), film russe d'Alexandre Drankov
- 1913 : La Nuit de Noël (Ночь перед Рождеством), film russe de Ladislas Starewitch
- 1913 : Terrible Vengeance (Страшная месть), film russe de Ladislas Starewitch
- 1924 : Taras Bulba, film allemand de Vladimir Strijevsky et Iossif Ermoliev
- 1926 : Le Manteau (Шинель), film soviétique de Grigori Kozintsev et Leonid Trauberg
- 1936 : Tarass Boulba, film français d'Alexis Granowsky
- 1938 : Taras Bulba, film britannique d'Adrian Brunel et Albert de Courville
- 1945 : La Dépêche disparue (Пропа́вшая гра́мота), film d'animation soviétique de Valentina Broumberg, Lamis Bredis, Zinaïda Broumberg
- 1949 : Vive monsieur le maire (The Inspector General), film américain de Henry Koster
- 1950 : Les Joueurs, téléfilm français de Claude Barma
- 1952 : Le Manteau (Il cappotto), film italien d'Alberto Lattuada
- 1956 : The Bespoke Overcoat, court-métrage britannique de Jack Clayton
- 1960 : Le Masque du démon (La maschera del demonio), film italien de Mario Bava
- 1962 : Le Fils de Tarass Boulba (Taras Bulba il cosacco), film franco-italien d'Henry Zaphiratos et Ferdinando Baldi
- 1962 : Taras Bulba, film américano-yougoslave de J. Lee Thompson
- 1963 : Le Journal d'un fou, film français de Roger Coggio (voir aussi en 1987)
- 1967 : Vij (Вий), film soviétique de Constantin Erchov et Gueorgui Kropatchev
- 1987 : Le Journal d'un fou, film français de Roger Coggio (voir aussi en 1963)
- 1996 : Le Manteau, film français de Robert Kramer
- 2007 : Jeu russe (Русская игра), film russe de Pavel Tchoukhraï
- 2009 : Tarass Boulba (Тарас Бульба), film russe de Vladimir Bortko
- 2014 : La Légende de Viy (Вий), film tchéco-ukraino-russe d'Oleg Steptchenko (ru)
- 2017 : Les Chroniques de Viy : Les Origines du mal (Гоголь. Начало), film russe d'Egor Baranov
- 2018 : Les Chroniques de Viy : Les Chasseurs de démons (Гоголь. Вий), film russe d'Egor Baranov
- 2018 : Les Chroniques de Viy : Le Cavalier noir (Гоголь. Страшная месть), film russe d'Egor Baranov
- 2019 : La Légende du dragon (Тайна Печати Дракона), film sino-russe d'Oleg Steptchenko (ru)